# 존 안
존 안(영어: John J. Ahn, ?~)은 미국의 성서학자이다.
2006년 12월 예일 대학교에서 구약학 박사 학위를 취득한 최초의 아시아계 미국인 또는 한국계 미국인이 되었다.